# Черненко Дмитро Сергійович
Дмитро́ Сергі́йович Черне́нко — головний сержант підрозділу ОЗСП «Азов», який загинув під час відбиття російського вторгнення в Україну в 2022 році.

## Життєпис
Народився 17 лютого 1995 року в м. Фастові на Київщині.
Любив грати у футбол та комп'ютерні ігри. Мріяв опанувати нову професію у сфері ІТ-технологій та створити сім'ю. З 2015 року почав службу у складі НГУ і в цей час навчався в Харківській академії Національної гвардії на факультеті «Менеджмент». Брав участь в АТО в складі батальйону ім. Кульчицького. У 2017 році приєднався до полку «Азов».
На момент російського вторгнення в Україну проходив службу в ОЗСП «Азов», головний сержант. Інструктор (снайпер) 2-го відділення снайперів групи спеціального призначення ОЗСП «Азов».
2 квітня 2022 року нагороджений орденом «За мужність» III ступеня.
Загинув 8 травня 2022 року в боях з російськими окупантами під час оборони м. Маріуполя Донецької області. ← Необхідно доповнити посилання на джерело!

## Нагороди
- Орден «За мужність» II ступеня (28.07.2022, посмертно) — за особисту мужність і самовіддані дії, виявлені у захисті державного суверенітету та територіальної цілісності України, вірність військовій присязі.
- Орден «За мужність» III ступеня (02.04.2022) — за особисту мужність і самовіддані дії, виявлені у захисті державного суверенітету та територіальної цілісності України, вірність військовій присязі, зразкове виконання службового обов'язку.